# Pistole
Die Pistole ist eine Schusswaffe und gehört zur Kategorie der Handfeuerwaffen. Sie wird unter anderem durch das deutsche Waffengesetz (WaffG) als Kurzwaffe (Faustfeuerwaffe) definiert. Unterschieden werden Einzel- und Mehrladerpistolen sowie Revolver. Letztere werden je nach Gesetzeslage und Bestimmungen der Anwender entweder zu den Pistolen gerechnet oder stehen gleichrangig neben ihnen als eigene Kategorie von Handfeuerwaffen.

## Etymologie

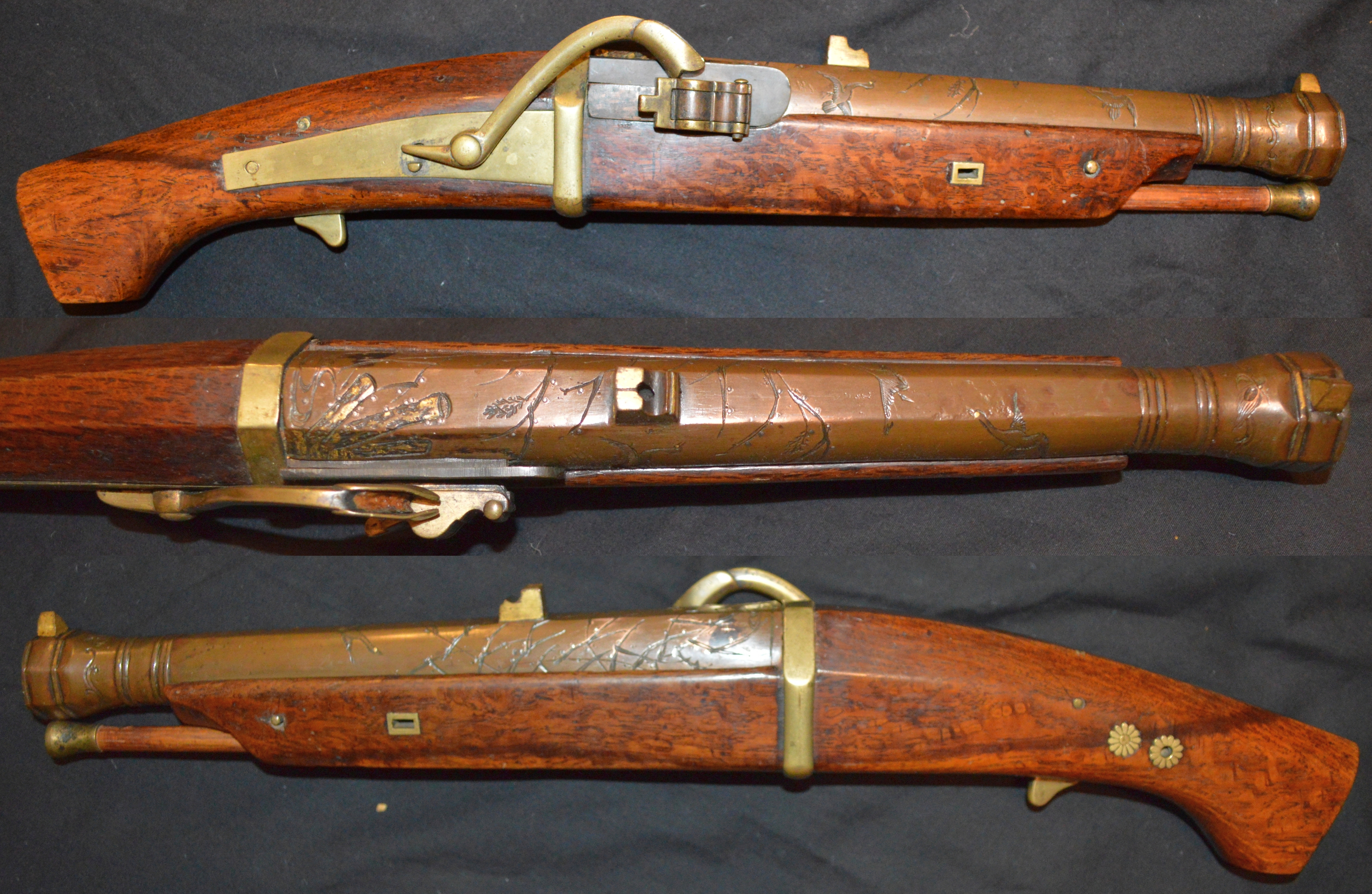
Luntenschlosspistole eines Samurai

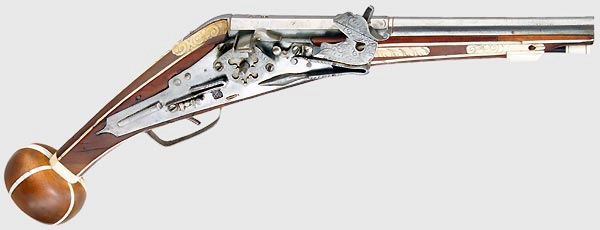
Radschlosspistole „Puffer“ um 1580

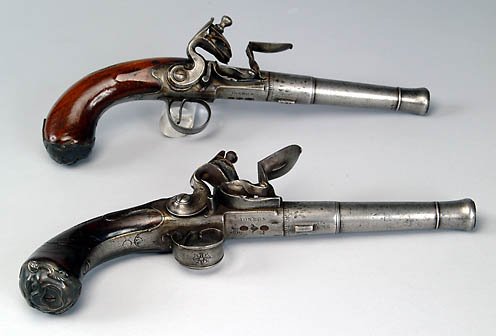
Steinschlosspistolen, England 18. Jahrhundert

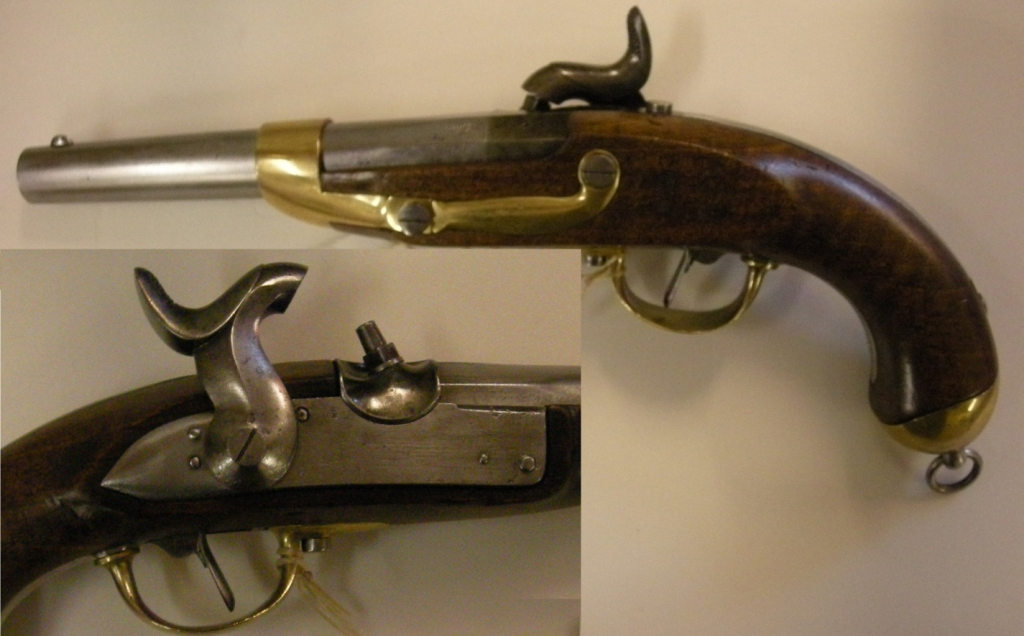
Perkussionspistole, eidgenössische Ordonnanz 1817/42 Waadtländisches Militärmuseum Morges, Schweiz

Das Wort Pistole wird oft dem französischen pistolet zugeschrieben, stammt aber aus der tschechischen Sprache, die Hussiten verwendeten erstmals derartige Waffen (píšťala).

## Entwicklungsgeschichte
Die Geschichte der (Einzellade-)Pistole beginnt parallel zur Geschichte des Gewehrs. War das Handrohr die erste Feuerwaffe im 14. Jahrhundert, so wurde es nach der Weiterentwicklung zur Arkebuse notwendig, diese Waffen kleiner, handlicher und mobiler zu machen. Im Besonderen drängte die Reiterei der Armeen des ausklingenden Mittelalters auf eine Alternative zur Arkebuse.

### Frühe Pistolen
Die Entwicklung der frühen Pistolen wurde von der Entwicklung der Zündsysteme maßgeblich mitgeprägt. Die Übergänge der Pistolengrundtypen und der Zwang zur Modernisierung der jeweiligen Armeebestände hat seinerzeit dazu geführt, dass zum Teil die Waffen auf modernere Zündsysteme aptiert wurden.
- Luntenschlosspistolen sind lediglich von wenigen chinesischen und japanischen Pistolen bekannt, die allerdings bis ins 19. Jahrhundert in Gebrauch waren.

- Durch die Erfindung des Radschlosses im Jahre 1517 wurde es ermöglicht, eine kompaktere und sichere Zündungsmethode im Gegensatz zu den Luntenschlössern zu haben. Die Pistole (Faustrohr, Faustbüchse, Fäustling, im 16. und 17. Jahrhundert auch Puffer) wurde ursprünglich als Schusswaffe für Reiter entwickelt, erste Modelle tauchten um 1510 auf. Die in den 1540er Jahren aufkommende Truppengattung der Kürassiere war mit Pistolen ausgerüstet. Erstmalige Verwendung in einer größeren Kampfhandlung fand die Pistole in der 1547 ausgefochtenen Schlacht bei Mühlberg.

- Im 17. Jahrhundert kamen Steinschlosspistolen auf und ersetzten bis etwa zum Anfang des 18. Jahrhunderts die Radschlosspistolen, weil sie weniger witterungsanfällig und preiswerter in der Herstellung waren.

- Die Perkussionspistole stellte am Anfang des 19. Jahrhunderts den nächsten und letzten Entwicklungsschritt der Vorderladerpistole dar. Die Pistole war für lange Zeit die einzige Faustfeuerwaffe, bis sie in der Mitte des 19. Jahrhunderts im militärischen Bereich vom mehrschüssigen Revolver abgelöst wurde. Einschüssige Pistolen wurden in der Folge hauptsächlich zum Scheibenschießen und als Duellwaffen eingesetzt.

### Revolver
Revolver sind mehrschüssige Pistolen, bei denen mehrere Schuss Munition in einer rotierenden Trommel geladen sind. Im Gegensatz zu Pistolen, bei denen das Patronenlager im hintersten Abschnitt der Laufbohrung liegt, befindet sich dieses beim Revolver in den Trommelbohrungen.
1837 begann Samuel Colt in der Patent Arms M'g Co Paterson mit der serienmäßigen Herstellung von Perkussionsrevolvern, deren Weiterentwicklungen im Amerikanischen Bürgerkrieg eine wichtige Rolle spielten. Bereits 1858 brachte die Firma Smith & Wesson mit dem kleinkalibrigen S & W No 1 den ersten Revolver als Hinterlader auf den Markt, der vorgefertigte Patronen, die in eine rotierende Trommel geladen wurden, verschoss. Bereits 1869, nach dem Auslaufen des Rollin-White-Patents, das die Herstellung von Revolvern mit durchbohrter Trommel schützte, wurden großkalibrige Revolver entwickelt, die bis zum Ende des Jahrhunderts den Markt beherrschten. Bekannte Beispiele sind der Colt Single Action Army, der Smith & Wesson No 3 und der englische Webley-Revolver. Diese fanden weltweit Verwendung als militärische und polizeiliche Dienstwaffen.

### Selbstladepistolen

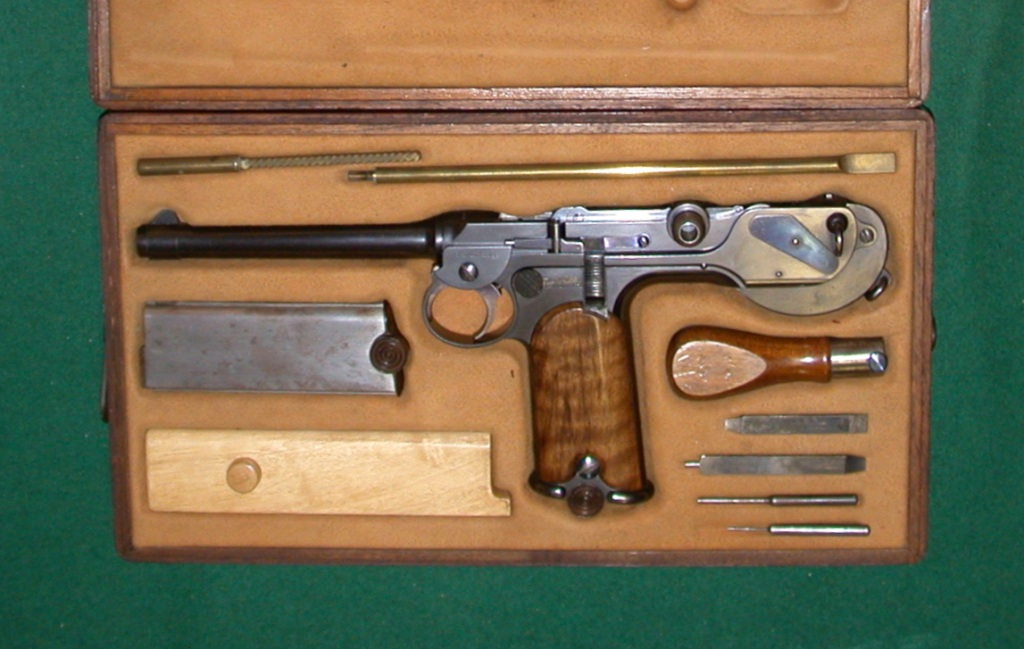
Kurzläufige Borchardt-Pistole im Kasten

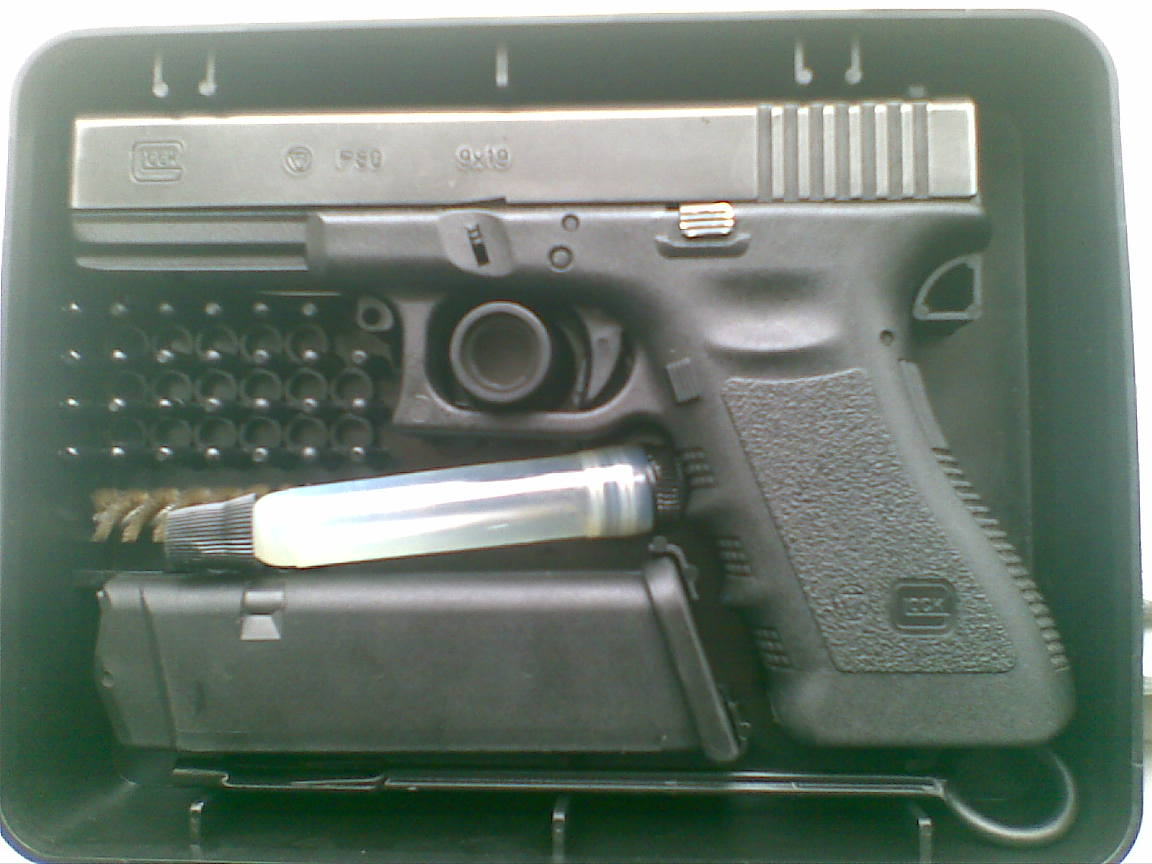
Österreichische Militärpistole P80 (Glock 17)

Gegen Ende des 19. Jahrhunderts begann die Entwicklung moderner Pistolen mit Magazin. Selbstladekonstruktionen, ursprünglich für Gewehre entwickelt, wurden bald für die ersten modernen Pistolenmodelle verwendet. Zu den ersten funktionstüchtigen Selbstladepistolen zählten die Borchardt C93 und die daraus entwickelte Parabellumpistole, die Mauser C96 sowie Modelle von Theodor Bergmann (Unternehmer) und John Moses Browning.
Die moderne Pistole stieß recht bald auf großes Interesse bei den Armeen, da sie sich durch einige Vorzüge vom mittlerweile vielfach verwendeten Revolver abhob. Pistolen verfügten meist über eine höhere Munitionskapazität als Revolver, zudem war nach dem Schuss der Zündmechanismus bereits gespannt, das beim Revolver notwendige Spannen des Hahns entfiel. Darüber hinaus konnten sie schneller nachgeladen werden, da hier das geleerte Magazin entfernt und durch ein volles ersetzt wurde. Selbst Ladestreifen (verwendet bei Modellen ohne Wechselmagazin) waren schneller und einfacher zu bedienen. Auch waren gefüllte Pistolenmagazine handlicher und leichter zu verstauen als einzelne Patronen; dadurch konnten auch problemlos größere Mengen Munition mitgeführt werden.
Lediglich die aufwendige Wartung der Pistole ist ein Nachteil gegenüber dem Revolver. Um eine einwandfreie Funktion zu gewährleisten, ist deren regelmäßige Wartung unumgänglich, Revolver sind dagegen weniger störanfällig. Darüber hinaus können bei der Pistole gelegentlich Ladehemmungen auftreten. Trotzdem setzte sich die Pistole gegenüber dem Revolver als Ordonnanzwaffe beim Militär durch. Schon im Ersten Weltkrieg waren in fast allen Armeen die meisten Offiziere und Ordonnanzen mit Pistolen ausgestattet. Eine der wenigen Ausnahmen war die britische Armee, die im Ersten und auch noch im Zweiten Weltkrieg traditionell Revolver einsetzte. Es gibt eine Vielfalt an Pistolen für den sportlichen, polizeilichen und militärischen Einsatz.

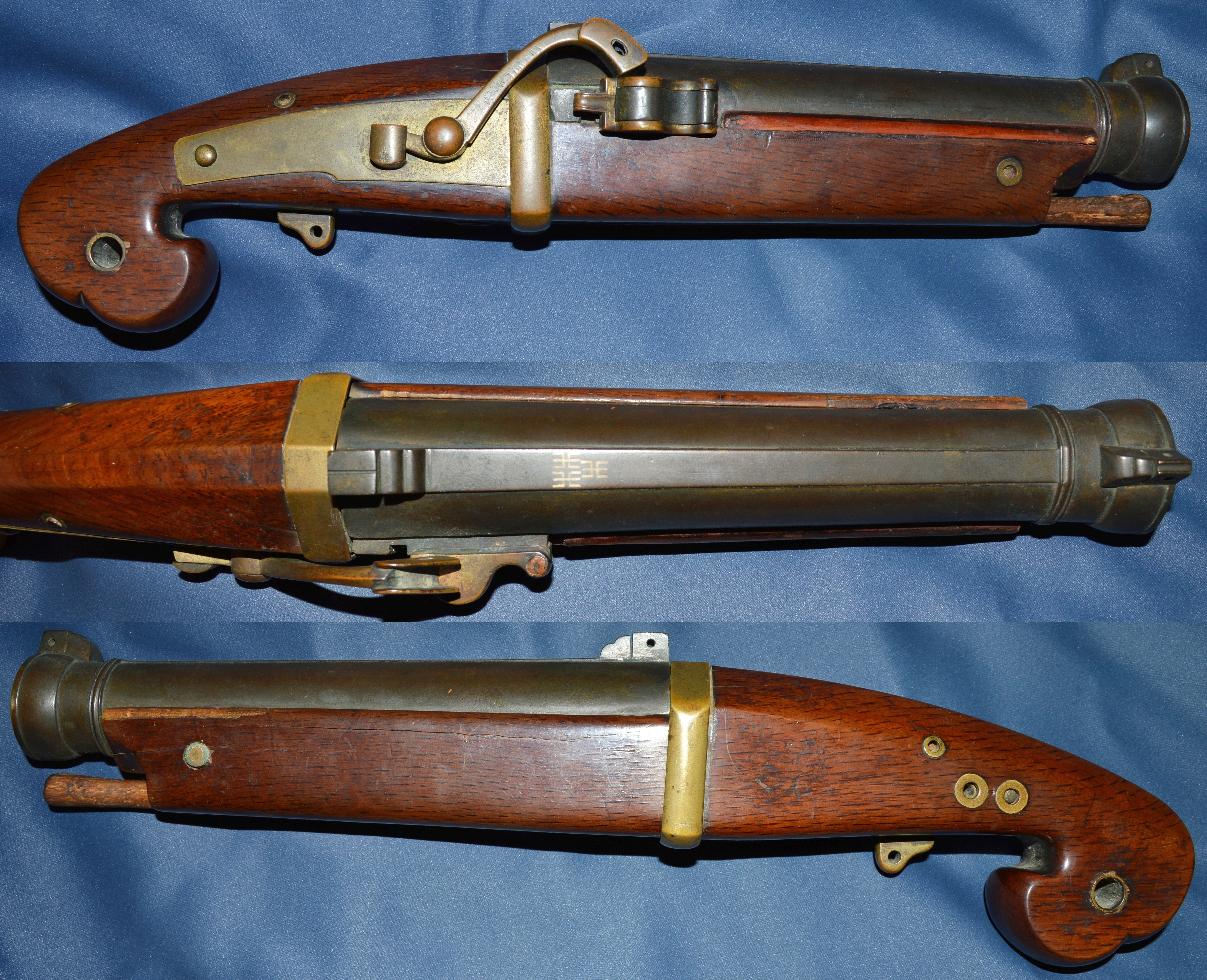
Luntenschlosspistole aus Japan
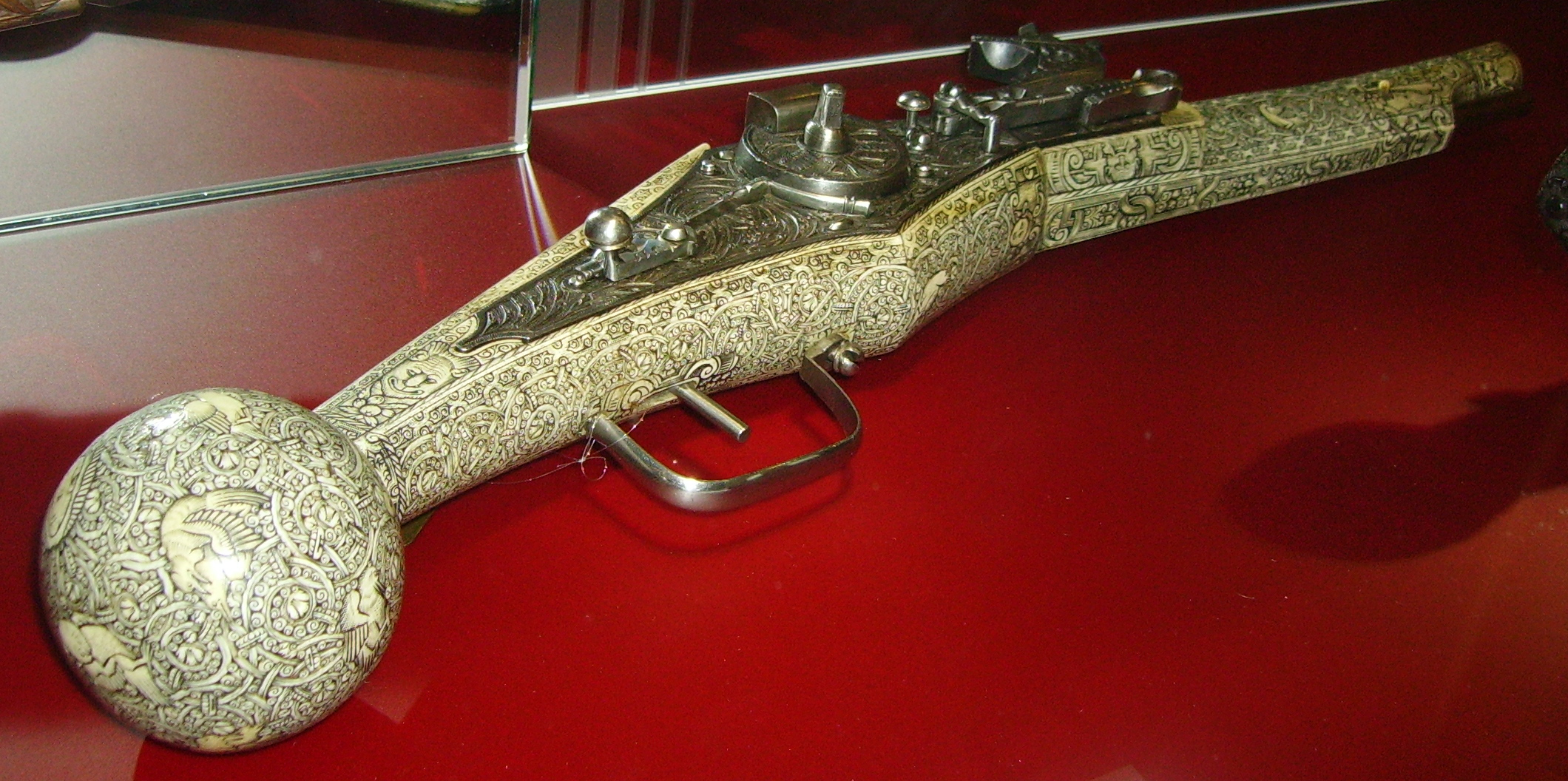
Radschlosspistole mit Keulengriff im Waffenmuseum Suhl
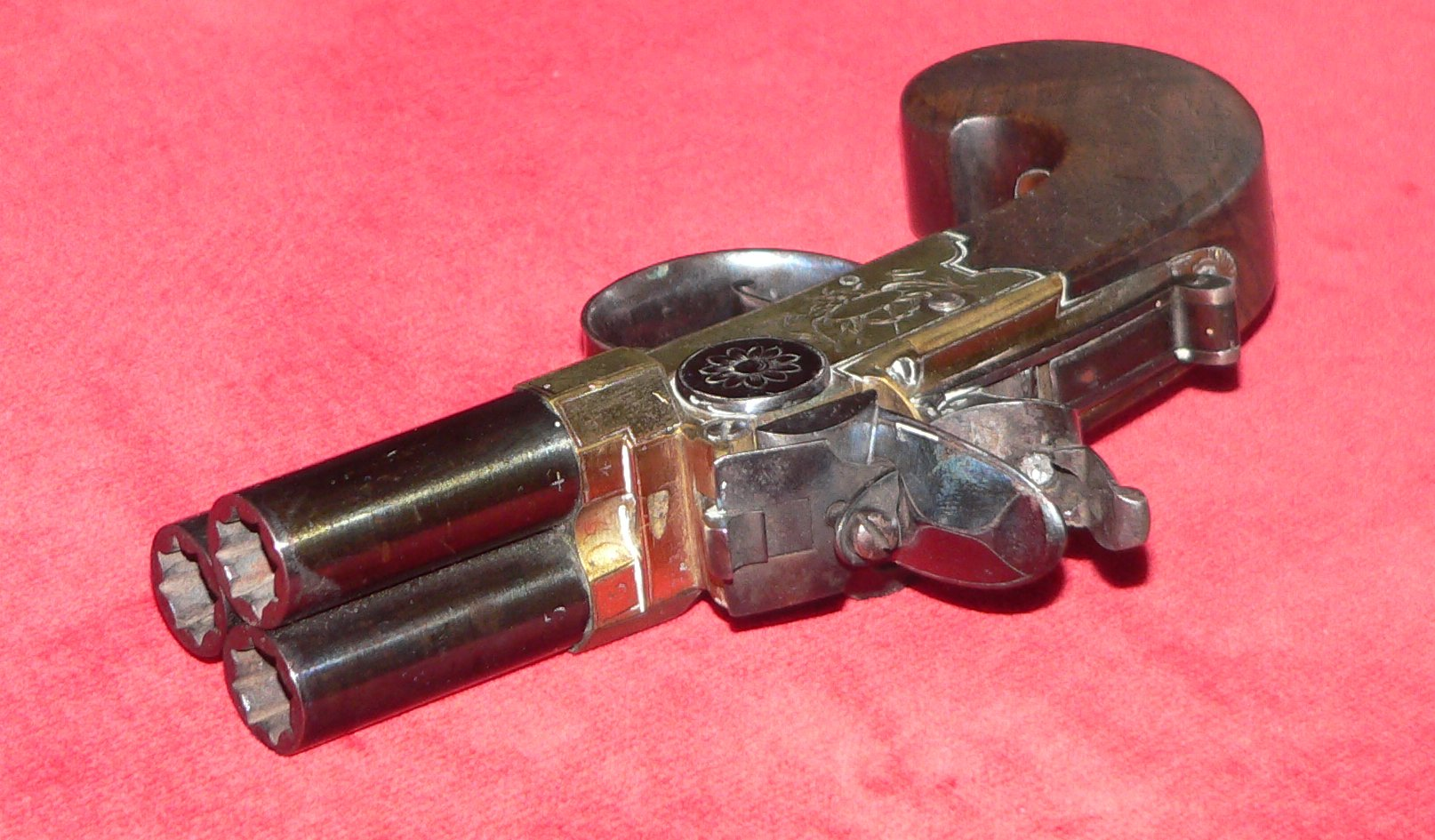
Dreischüssige Steinschlosspistole
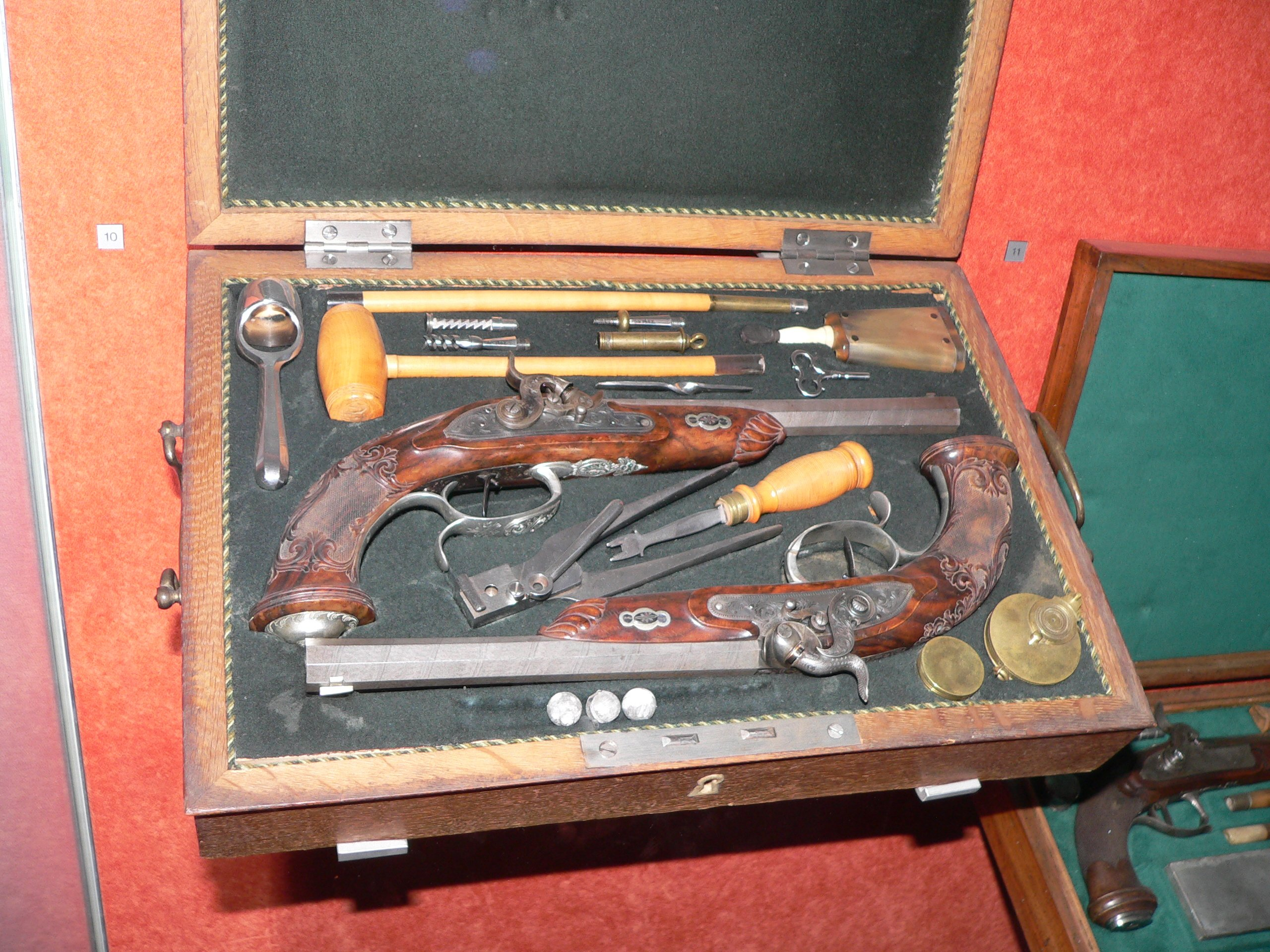
Duellpistolenpaar mit Perkussionschlössern und Zubehör
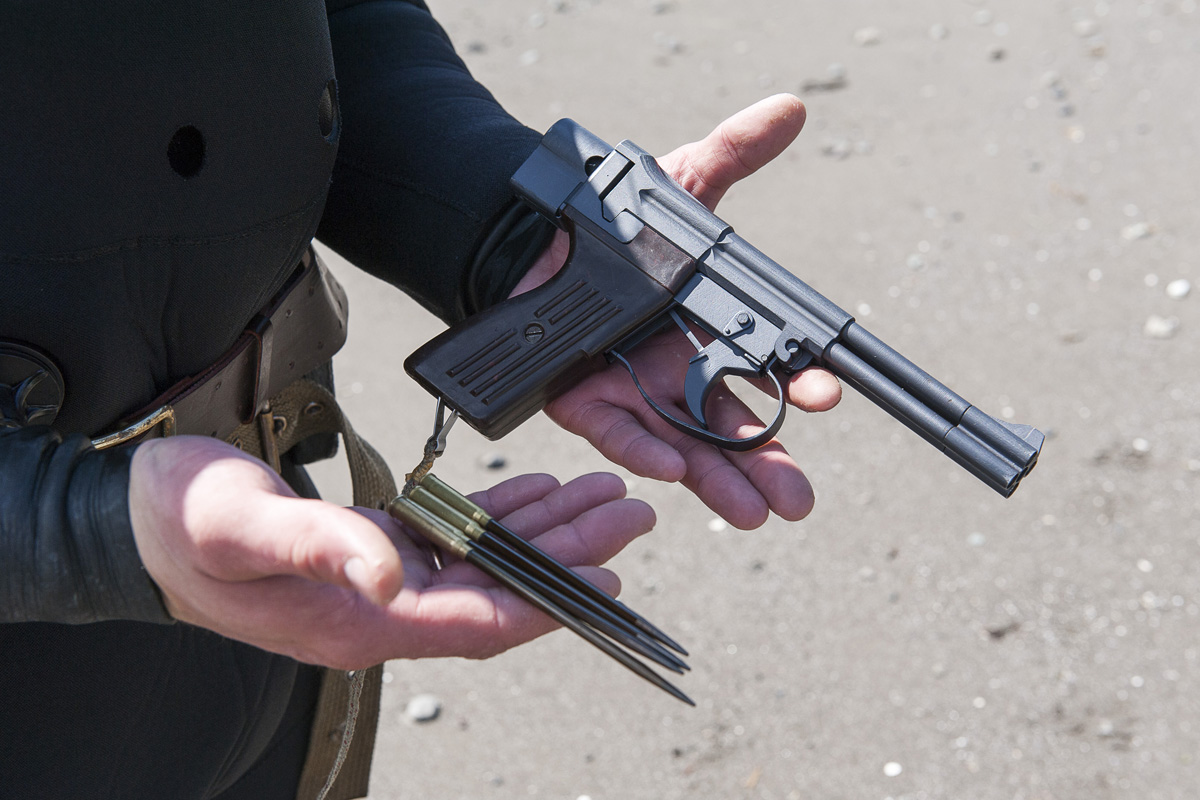
Fünfläufige Unterwasser-Pistole SPP-1M

## Konstruktiv
Konstruktionsmerkmal einer Pistole ist, dass Patronenlager und Lauf aus einem Stück bestehen; dies im Gegensatz zum Revolver (Ausnahme Bündelrevolver), bei dem die Patronenlager vom Lauf getrennt in einer drehbaren Trommel untergebracht sind.

## Unterscheidungen
Es werden unterschieden:
- Einzelladerpistole
  - Vorderladerpistole
  - Hinterladerpistole
- Mehrladerpistole
  - Repetierpistole
  - Automatische Pistole
  - Reihenfeuerpistole
- Sonderformen
  - Sportpistole
  - Maschinenpistole
  - Raketenpistole
  - Signalpistole
  - Schreckschusspistole

Gebräuchlich sind fast nur noch die Selbstladepistole; Repetierpistolen mit Magazinzufuhr sind weitgehend Sammelobjekte und Kuriositäten.

## Einzelladerpistole
Einzelladerpistolen sind in erster Linie Vorderladerpistolen. Historisch wurden sie vom Revolver und später der Selbstladepistole abgelöst. Als Hinterlader ausgeführte Einzelladerpistolen haben noch zwei Anwendungsbereiche: als Taschenpistole wie die amerikanischen Deringer, die häufig mehrläufig ausgeführt sind, und als Matchpistole für das sportliche Präzisionsschießen.
Auch die meisten Signalpistolen sind Einzellader.

## Mehrladerpistole

### Repetierpistole

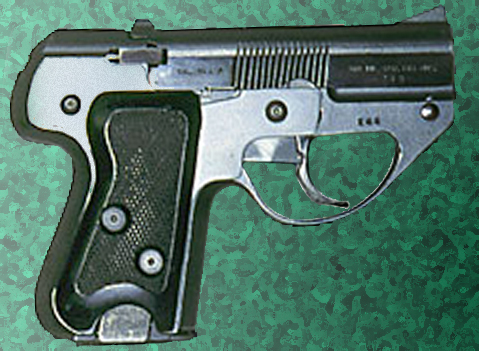
Semmerling LM4, eine moderne Repetierpistole

Eine frühe Entwicklung der Repetierpistolen ist die sogenannte Harmonica Gun. Repetierpistolen verfügen über einen, wenn auch meist geringen, Munitionsvorrat, aus dem einzelnen Patronen über einen manuellen Repetiervorgang nachgeladen werden können. Nur sehr wenige Pistolen sind manuelle Repetierer. Ausnahmen sind manche besonders kleine Waffen wie z. B. Semmerling LM4 oder mehrschüssige Sportpistolen für das Silhouettenschießen auf größere Distanzen (meist mit Gewehr-Repetiersystemen ausgerüstet), wie z. B. die Remington XP-100R Pistole.

### Selbstladepistole
Im Gegensatz zu vollautomatischen Pistolen (Maschinenpistolen oder Reihenfeuerpistolen) muss zum Abfeuern der Selbstladepistole (Halbautomatik) jedes weiteren Schusses der Abzug erneut betätigt werden. Im heutigen Sprachgebrauch werden Selbstladepistolen allgemein nur als Pistolen bezeichnet.
Selbstladepistolen wurden ab 1893 hergestellt (Borchardt C93). Der Nachladevorgang wird meistens durch den Rückstoß ausgelöst. Bei Taschenpistolen ist der Verschluss meist ein unverriegelter Masseverschluss (FN Browning Modell 1900, Walther PPK, Makarow PM). Für starke Ladungen müssen Lauf und Verschluss jedoch verriegelt sein, was mit einem Kniegelenk (Borchardt C93, Pistole 08), einem Schwenkriegel (Walther P38), Drehverschluss (Steyr M1912) oder abkippbaren Lauf (Browning-System, z. B. Colt M1911, FN Browning HP) geschehen kann. Seltener sind Pistolen mit verzögertem Masseverschluss wie die HK P7. Der Antrieb des Nachladevorganges kann auch durch abgeleitetes Gas erfolgen, solche als Gasdrucklader funktionierenden Pistolen sind jedoch selten (Desert Eagle).
Selbstladepistolen werden technisch generell nach Art des Verschlusses und des Schlosses unterschieden. Bei den Verschlussarten unterscheidet man zwischen unverriegelten und verriegelten Systemen.
Beim Schloss einer Pistole, also dem Abfeuerungsmechanismus, unterscheidet man zwischen dem Schlagbolzen-, Hahn- und Schlagstück-Schloss. Pistolen mit einem Schlagbolzenschloss (englisch Striker Fire) sind z. B. die FN Browning Modell 1900, FN Browning Modell 1910 bis zur Glock-Pistole. Die Arbeit macht hier der gespannte gefederte Bolzen, dessen Masse und Zündspitze die Patrone zündet (Bolzen, der selber schlägt). Beim Hahnschloss schlägt ein durch den Daumen fassbarer Hahn auf einen Zündstift (Stift, welcher geschlagen wird, um zu zünden), der die Kraft weitergibt und die Patrone zündet. Die Colt M1911, die Walther PP und viele andere moderne Pistolen wären als Beispiel zu nennen. Das Schlagstückschloss, welches umgangssprachlich auch als innenliegendes Hahnschloss (hammerless) bezeichnet wird, besitzt keinen mit der Hand fassbaren Hahn, deshalb diese Bezeichnung. Das Schlagstück schlägt ebenfalls auf einen Zündstift, welcher die Kraft zum Abfeuern überträgt. Deshalb gibt es im waffentechnischen Begriffswesen den Unterschied zwischen Schlagbolzen und Zündstift.

#### Funktionsprinzip
Nach Abfeuern einer Patrone schiebt der Rückstoß oder Gasdruck den Verschluss (Schlitten oder Verschlussstück) nach hinten, wodurch der Verschluss bei verriegelten Systemen entriegelt wird. Dabei zieht der am Verschluss angebrachte Auszieher (Auszieherkralle) die leere Patronenhülse an der hierfür bestimmten Rille aus dem Patronenlager.
Die Verriegelung zwischen Lauf und Verschluss ist ab einer bestimmten Leistung erforderlich, da sich der Verschluss ohne die Verriegelung öffnen würde, während sich das Geschoss noch im Lauf befindet. Die Folge wäre, dass die Patronenhülse, die ohne das sie umgebende Patronenlager dem Gasdruck nicht standhalten kann, durch den Gasdruck gesprengt würde. Durch die aus dem Auswurffenster fliegenden Hülsenteile könnten der Schütze oder Dritte verletzt werden, außerdem wäre die Funktion der Waffe nicht mehr gewährleistet.
Im weiteren Rücklauf trifft die vom Auszieher gehaltene Hülse auf den Auswerfer, der meist innen am Griffstück der Pistole angebracht ist. Dadurch wird die Hülse seitlich nach oben durch das Auswurffenster des Verschlusses ausgeworfen, während der Verschluss weiter zurück läuft und ein eventuell vorhandenes Schlagstück (Hammer, Hahn) spannt.
In seiner hinteren Position angekommen, schiebt die Verschlussfeder (Schließfeder, Vorschubfeder) den Verschluss wieder nach vorne. Dabei führt der Verschluss mit der Unterkante eine neue Patrone aus dem Magazin dem Patronenlager zu, dabei greift der Auszieher wieder in die Rille am Boden der Hülse. Bei verriegelten Systemen verriegelt im weiteren Vorlauf der Verschluss. In der vordersten Stellung angekommen, befindet sich eine neue Patrone im Patronenlager und das Schlagstück ist gespannt. Für einen weiteren Schuss muss der Schütze nun lediglich den Abzug loslassen und erneut betätigen.

#### Verwendung
Selbstladepistolen werden von den meisten Armeen, Polizeieinheiten, Sicherheitsdiensten etc. eingesetzt.
Sportlich sind Selbstladepistolen bei den meisten Schießsportverbänden in Gebrauch.
Im Bereich der Jagd werden Selbstladepistolen bei der Nachsuche bzw. für den Fangschuss eingesetzt (verletztes oder krankes Wild). Gesundes Wild darf nicht bejagt werden. Die Ausnahme hierbei ist die Bau- und Fallenjagd. Es gelten davon unbenommen die Bundes- und Landesjagdgesetze.

### Reihenfeuerpistole
Reihenfeuerpistolen sind auf Serienfeuer (ggf. begrenzte Schusszahl) umschaltbare Selbstladepistolen. Neben einer oftmals verstärkten Konstruktion verfügen sie über eine größere Magazinkapazität und zusätzlich montierbare Griff- und Schulterstützen. Typische Vertreter moderner Reihenfeuerpistolen sind die Beretta 93R und die VP70.

## Sonderformen

### Sportpistole
Eine Sportpistole ist eine Pistole, die zum Zweck des sportlichen Wettkampfs (Sportschießen) hergestellt und verwendet wird.

### Maschinenpistole
Klassische Maschinenpistolen (erste serienmäßige: MP18) sind mit einem Schaft versehen und werden wie Gewehre im Schulteranschlag geschossen. Sie verschießen in der Regel Pistolenmunition. Die Zuordnung zu den Pistolen ist aufgrund unterschiedlicher Größe, Konstruktion, der Möglichkeit für Reihen(Dauer-)feuer und verwendeter Munition umstritten.

### Raketenpistole
Bei einer Raketenpistole treten die heißen Gase durch Düsen am Rand des Patronenbodens aus und beschleunigen so die gesamte Patrone – diese wird damit insgesamt zum Projektil. Bekanntestes Beispiel ist die 1960 in den USA hergestellte Gyrojet-Pistole.

### Signalpistole
Bei Signalpistolen (auch Leuchtpistole, in der Schweiz fälschlicherweise Raketenpistole genannt) handelt es sich um großkalibrige, glattläufige Schusswaffen, mit denen Signalpatronen in Form von unterschiedlich wirkenden Leuchtpatronen oder akustisch wirkenden Signalpatronen verschossen werden können. Es gibt einläufige, selten zweiläufige Varianten dieser Pistolen, die in der Regel einen Kipplaufverschluss haben.
Von Interesse ist auch, dass im Zweiten Weltkrieg auf deutscher Seite eine Variante der Leuchtpistole, die Kampfpistole, zum Verschießen von Granaten im Kaliber 26,25 mm zum Einsatz kam. Sie unterschied sich von der Leuchtpistole mit glattem Lauf durch ihren gezogenen Lauf und durch ein aufgeprägtes Z links am Gehäuse.

### Schreckschusspistole
Schreckschusspistolen erzeugen nur Lärm, ohne ein Geschoss zu verschießen. Jedoch treten je nach Munitionstyp unverbrannte Pulverreste, Verbrennungsrückstände und heiße Gase nach vorne aus dem Lauf aus und können im Nächstbereich Menschen gefährden und verletzen. Für die Selbstverteidigung kann spezielle CS-Gas- oder Pfeffermunition eingesetzt werden. Bei Sportanlässen können sie auch als Startpistolen verwendet werden. Darüber hinaus ist auch der Verschuss von pyrotechnischer bzw. Signalmunition, meist aus aufschraubbaren Abschussbechern, möglich.